# 伊鲁埃洛斯
伊鲁埃洛斯，是西班牙卡斯蒂利亚-莱昂萨拉曼卡省的一个市镇。 总面积13平方公里，总人口55人（2001年），人口密度4人/平方公里。